# Made in Heaven
Made In Heaven (с англ. — «Сделано на небесах») — пятнадцатый и последний студийный альбом британской рок-группы Queen, выпущенный 6 ноября 1995 года.

## История создания
В начале 1991 года группа завершила работу над альбомом Innuendo. После этого Фредди Меркьюри некоторое время продолжал работу в студии, записывая вокальный материал, который затем могли бы использовать остальные участники Queen на будущих изданиях. Меркьюри умер в ноябре 1991 года, а два года спустя три члена группы, Брайан Мэй, Роджер Тейлор и Джон Дикон, а также продюсер Дэвид Ричардс начали работу над новым студийным альбомом коллектива.

## Об альбоме

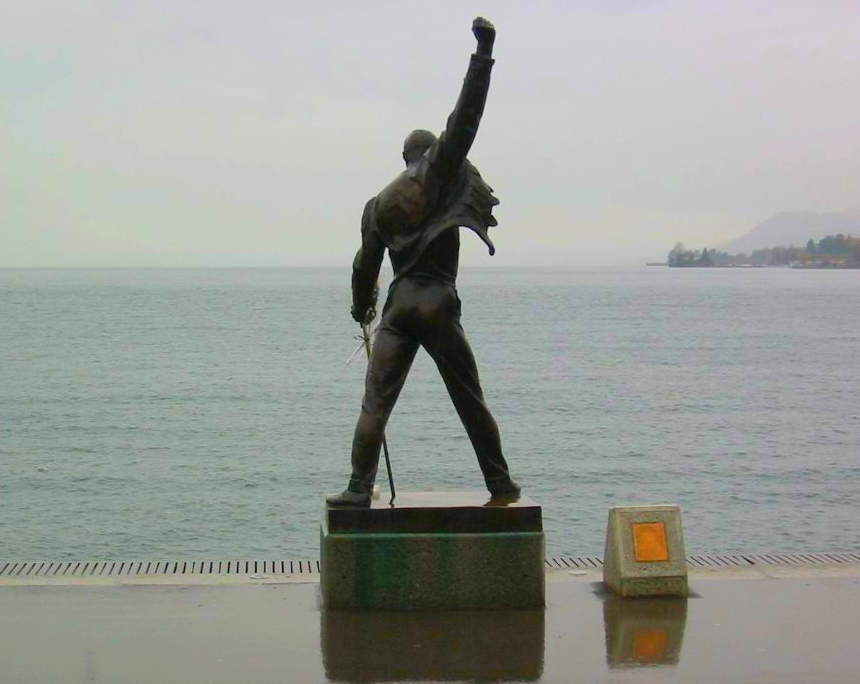
Статуя Фредди Меркьюри с видом на Женевское озеро в Монтрё, Швейцария, которая изображена на обложке альбома

Альбом представляет собой компиляцию песен, записанных после выхода Innuendo, неизданного ранее материала, а также песен Queen и сольных работ участников группы с переработанными инструментальными партиями.
Вокал для песен «You Don’t Fool Me», «A Winter’s Tale» и «Mother Love» был записан в 1991 году. «A Winter’s Tale» является последней песней, сочинённой
Меркьюри, а «Mother Love» — последняя записанная песня с его вокальной партией. Меркьюри не смог записать песню целиком, поэтому слова последнего куплета пел Мэй.
«It’s a Beautiful Day» и «Let Me Live» были написаны во время сессий к альбомам The Game (1980) и The Works (1984) соответственно.
«My Life Has Been Saved» выходила на стороне «Б» сингла «Scandal» с альбома The Miracle (1989).
«Heaven for Everyone» — песня группы Роджера Тейлора The Cross, которая вошла в альбом Shove It (1988), одну из вокальных партий записал Меркьюри. Песня «Too Much Love Will Kill You» изначально была написана для альбома The Miracle, но не вошла в него. Ранее её исполнил Брайан Мэй, песня входила в его сольный альбом Back to the Light (1992).
Трек «Yeah» является самым коротким произведением группы, а следующая за ним композиция «Track 13» стала самой длинной композицией группы. Кассетные издания альбома выходили без неё.

## Прием
Альбом был хорошо встречен публикой и критиками, став самым популярным и самым коммерчески успешным студийным альбомом из всех, когда либо выпущенных группой. В 14 странах он занял первое место, а в двадцати стал платиновым (в некоторых странах по нескольку раз).
В Великобритании альбом занял первое место и был продан в количестве 1 500 000 копий (четырежды платиновый), что сделало его самым продаваемым студийным альбомом группы.
В Европе альбом был продан в количестве 7 000 000 копий. Тем не менее, добиться успеха в США не удалось, там альбом занял лишь 58-е место.

## Список композиций
| №                   | Название                         | Автор(ы)            | Длительность |
| ------------------- | -------------------------------- | ------------------- | ------------ |
| 1.                  | «It's a Beautiful Day»           | Queen               | 2:32         |
| 2.                  | «Made in Heaven»                 | Меркьюри            | 5:25         |
| 3.                  | «Let Me Live»                    | Queen               | 4:45         |
| 4.                  | «Mother Love»                    | Мерькюри, Мэй       | 4:49         |
| 5.                  | «My Life Has Been Saved»         | Дикон               | 3:15         |
| 6.                  | «I Was Born to Love You»         | Меркьюри            | 4:49         |
| 7.                  | «Heaven for Everyone»            | Тейлор              | 5:36         |
| 8.                  | «Too Much Love Will Kill You»    | Мэй Маскер Лэмерс   | 4:20         |
| 9.                  | «You Don't Fool Me»              | Queen               | 5:24         |
| 10.                 | «A Winter's Tale»                | Меркьюри            | 3:49         |
| 11.                 | «It's a Beautiful Day (Reprise)» | Queen               | 3:01         |
| 12.                 | «Yeah»                           | Queen               | 0:04         |
| 13.                 | «13»                             | Queen               | 22:32        |
| Общая длительность: | Общая длительность:              | Общая длительность: | 70:21        |

## Видеоклипы
- «Heaven for Everyone». Клип представляет собой фрагменты фильма Жоржа Мельеса «Путешествие на Луну» со вставками кадров с музыкантами группы.
- «A Winter’s Tale».
- «Too Much Love Will Kill You». Клип — нарезка других клипов группы, сольных клипов Меркьюри и живых выступлений Queen.
- «You Don’t Fool Me»
- «I Was Born to Love You». Музыкальное видео было выпущено в 2004 году, в нём можно увидеть кадры выступления группы на стадионе Уэмбли в 1986 году, а также вставки из сольного клипа Меркьюри на эту песню и  музыкальных видео к песням Living on My Own и A Kind of Magic.
- «My Life Has Been Saved»
- «Mother Love»

## В записи участвовали
- Фредди Меркьюри — вокал, бэк-вокал, пианино, клавишные
- Брайан Мэй — гитара, клавишные, бэк-вокал, вокал в «Let Me Live» и в последнем куплете «Mother Love»
- Джон Дикон — бас-гитара, гитара, клавишные
- Роджер Тейлор — ударные, перкуссия, клавишные, вокал в «Let Me Live»
- Дэвид Ричардс — продюсер, сведение
- Ребекка Лайт-Уайт, Гэри Мартин, Кэтрин Портер, Мириам Стокли — бэк-вокал в «Let Me Live»
- Кэвин Меткалф — обработка
- Ричард Грэй — дизайн